# Elizabeth Reaser
Elizabeth Reaser (ur. 15 czerwca 1975 w Bloomfield, w stanie Michigan, w USA) – amerykańska aktorka.

## Filmografia
- 2001: Fanatyk, jako Miriam
- 2002: Śmiertelna pułapka, jako Alison Holmes
- 2005: Zostań, jako Athena
- 2005: Rodzinny dom wariatów, jako Susannah Stone
- 2006: Puccini dla początkujących, jako Allegra
- 2006: Shut up and sing, jako Julep
- 2007–2008: Chirurdzy, jako Jane Doe / Ava / Rebecca Pope
- 2008–2009: Lista ex, jako Bella Bloom
- 2008: Zmierzch, Esme Cullen
- 2009: Pod prąd, jako Liz Clark
- 2009: Saga „Zmierzch”: Księżyc w nowiu, jako Esme Cullen
- 2010: Saga „Zmierzch”: Zaćmienie, jako Esme Cullen
- 2011: Sztuka dorastania, jako Charlotte Howe
- 2011: Saga „Zmierzch”: Przed Świtem część I, jako Esme Cullen
- 2011: Kobieta na skraju dojrzałości, jako Beth Slade
- 2012: Sztuki wyzwolone, jako Ana
- 2010–2012: Żona idealna, jako Tammy Linnata
- 2012: Saga „Zmierzch”: Przed Świtem część II, jako Esme Cullen
- 2015: Jeden, dwa, jako Elizabeth
- 2020: Embattled, jako Susan Boykins